# 1984 SQ4
1984 SQ4 är en asteroid i huvudbältet som upptäcktes den 24 september 1984 av den belgiske astronomen Henri Debehogne vid La Silla-observatoriet.
Asteroiden har en diameter på ungefär 15 kilometer och den tillhör asteroidgruppen Ursula.